# Hasenkamp
Hasenkamp est une localité rurale argentine située dans le département de Paraná et dans la province d'Entre Ríos.

## Histoire
Fondamentalement, la génération et la prospérité de la localité ont été le produit de la politique de colonisation des gouvernements d'Entre Ríos et fédéral, et de l'essor explosif du chemin de fer à la fin du XIXe siècle et au début du XXe siècle. La ville a été fondée par les frères Eduardo et Federico Hasenkamp, originaires de Hanovre en Allemagne. Le premier est arrivé en Argentine en 1866 et son frère Federico en 1882. Ils sont passés par Santa Fe, Buenos Aires et Entre Rios, pour finalement acheter, le 30 juillet 1883, 5 400 ha dans le nord du département de Paraná, dans les districts d'Antonio Tomas et de Maria Grande Segunda. Ils ont formé la société civile Hasenkamp Hnos. dans les domaines de l'agriculture et de l'élevage, dans l'Estancia Los Naranjos.
Au début du XXe siècle, ils ont essayé d'y étendre une ligne de chemin de fer. Le chemin de fer Central Entrerriano circulait déjà d'ouest en est, de Paraná à Concepción del Uruguay. En 1906, le chemin de fer arrive et le 24 août, la ville est officiellement fondée, après qu'Eduardo Hasenkamp ait présenté les plans de la Villa Hasenkamp au gouvernement provincial. Ces plans, l'idée et la préparation d'Eduardo Hasenkamp, ont été signés par le géomètre Carlos Wybert. Le 1er septembre 1907, au km 77,350 de la ligne ferroviaire, l'inauguration officielle a eu lieu.

## Religion
| Archidiocèse | Paroisse |
| ------------ | -------- |
| Paraná       | San José |

## Personnalités
- Paolo Goltz (1985-), footballeur international argentin, y est né.